# Elecciones parlamentarias de Chipre de 2006
Las elecciones parlamentarias de Chipre fueron realizadas el 21 de mayo de 2006. Tanto el Partido Progresista del Pueblo Obrero (AKEL) como la Agrupación Democrática obtuvieron 18 de los 56 escaños. La participación electoral fue de un 89.0%.

## Resultados
| Partidos                                                                     | Partidos                | Votos   | %     | ±pp   | Escaños | +/– |
| Partido Progresista del Pueblo Obrero (Anorthotiko Komma Ergazomenou Laou)   |                         | 131.066 | 31.13 | -3.6  | 18      | -2  |
| Agrupación Democrática (Dimokratikos Sinagermos)                             |                         | 127.776 | 30.34 | -3.7  | 18      | -1  |
| Partido Democrático (Dimokratiko Komma)                                      |                         | 75.458  | 17.92 | +3.1  | 11      | +2  |
| Movimiento por la Socialdemocracia (Kinima Sosialdimokraton)                 |                         | 37.533  | 8.91  | +2.4  | 5       | +1  |
| Partido Europeo (Evropaiko Komma)                                            |                         | 24.196  | 5.75  | Nuevo | 3       | -1  |
| Movimiento Ecológico y del Medio Ambiente (Kinima Ikologon Perivallontiston) |                         | 8.193   | 1.95  | -0.0  | 1       | ±0  |
| Demócratas Unidos (Enomeni Dimokrates)                                       |                         | 6.567   | 1.56  | -1.0  | 0       | -1  |
| Movimiento de Ciudadanos Libres (Kinima Eleftheri Polites)                   |                         | 5.157   | 1.22  | Nuevo | 0       | ±0  |
| Democracia Europea (Evropaiki Dimokratia)                                    |                         | 1.844   | 0.44  | Nuevo | 0       | ±0  |
| Movimiento de Caza Política (Politiko Kinima Kinigon)                        |                         | 1.112   | 0.26  | Nuevo | 0       | ±0  |
| Movimiento Popular Socialista (Laiko Sosialistiko Kinima)                    |                         | 981     | 0.23  | Nuevo | 0       | ±0  |
| Independientes                                                               |                         | 1.204   | 0.29  | 0     | —       |     |
| Escaños reservados para las minorías                                         |                         | –       | –     | –     | 3       | 0   |
| Votos válidos                                                                | Votos válidos           | 421.087 | 94.43 | –     | 59      | 0   |
| Votos nulos                                                                  | Votos nulos             | 14.724  | 3.30  | –     | –       | –   |
| Votos en blanco                                                              | Votos en blanco         | 10.104  | 2.27  | –     | –       | –   |
| Participación electoral                                                      | Participación electoral | 445.915 | 89.00 | –3.0  | -       | -   |
| Absentismo                                                                   | Absentismo              | 55.109  | 11.00 | +3.0  | –       | –   |
| Votantes registrados                                                         | Votantes registrados    | 501.024 | -     | -     | –       | –   |
| Fuentes: results.elections.moi.gov.cy                                        |                         |         |       |       |         |     |